# Svatomír Mlčoch
Svatomír Mlčoch (* 27. července 1955 Nový Jičín) je český vysokoškolský pedagog, ekolog, právník a regionální politik. Od roku 1983 trvale žije a působí v Českých Budějovicích, v letech 1991 až 1993 byl náměstkem ministra životního prostředí ČR.

## Studia a zaměstnání
Svatomír Mlčoch vystudoval Právnickou fakultu Univerzity Karlovy v Praze a postgraduální studium v oboru Památková péče při Katedře dějin umění Filozofické fakulty UK. První tři roky 80. let 20. století strávil na generálním ředitelství Pozemního stavitelství v pozici právníka. Mezi roky 1984–1989 pracoval jako podnikový právník v Krajském ústavu ochrany památek a ochrany přírody v Českých Budějovicích, v letech 1990-1993 byl náměstkem ministra životního prostředí České republiky pro legislativu a ekologickou politiku, od roku 1994 vykonává advokátskou praxi. Od roku 1998 do roku 2006 byl členem Legislativní rady vlády ČR. Je spoluautorem návrhu několika přijatých zákonů na ochranu životního prostředí.
Inicioval a spoluzaložil Třeboňské inovační centrum zaměřené na aplikovaný výzkum v oblasti alternativní energetiky, úspor energií, selektivní těžby sedimentů a poradenství v oblasti trvale udržitelných technik při hospodaření v krajině. Přednášel 20 let právo životního prostředí na Přírodovědecké fakultě Jihočeské univerzity v Českých Budějovicích.

### Spolková činnost
Od roku 2015 inicioval vznik spolku Města Otakarova, který formálně byl založen v Českých Budějovicích v roce 2017. Spolek připravil a v letech 2019 až 2020 otevřel v hradní věži Železná panna v Českých Budějovicích jedinečné Muzeum krále železného a zlatého, jehož expozice je věnována době a osobě Přemysla Otakara II. Spolek připravil a poskytuje putovní výstavu Přemysl Otakar II. – král, rytíř, zakladatel.V březnu 2025 uskutečnil akci Via Budvicensis 1265 - 2025 k 760. výročí založení královského města České Budějovice, které se zúčastnili zástupci měst založených Přemyslem Otakarem II. a zahraniční města, která v minulosti získala titul evropského hlavního města kultury.

## Politická angažovanost
V lednu 2014 se stal čestným členem Strany zelených.
V komunálních volbách v roce 1994 byl jako člen ODA zvolen zastupitelem města České Budějovice. Ve volbách v roce 1998 mandát neobhajoval. Ve volbách v roce 2002 kandidoval jako člen Strany pro otevřenou společnost za subjekt "Liga pro město" (tj. VPM, SOS a ČSNS), ale neuspěl. Zvolen byl opět ve volbách v roce 2006, kdy jako člen SOS vedl kandidátku subjektu "Zelení a otevřená společnost" (tj. SOS a SZ). Ve volbách v roce 2010 mandát neobhájil, když opět vedl jako člen SOS kandidátku subjektu "Otevřená společnost a Zelení" (tj. SOS a SZ). Neuspěl ani ve volbách v roce 2014, kdy již jako člen SZ vedl kandidátku subjektu "Společně pro České Budějovice" (tj. SZ, Piráti, Změna a KH). Zastupitelem města byl zvolen až ve volbách v roce 2018 jako nestraník za Piráty.
V krajských volbách v roce 2004 kandidoval jako člen SOS za subjekt "Zelení a otevřená společnost" (tj. SZ, SOS a T2002) do Zastupitelstva Jihočeského kraje, ale neuspěl. Nedostal se do něj ani ve volbách v roce 2008 jako člen SOS na kandidátce SZ, ani ve volbách v roce 2012 jako nestraník za SZ. V krajských volbách v roce 2016 byl z pozice nestraníka lídrem SZ v Jihočeském kraji, avšak neuspěl a do zastupitelstva se nedostal.
Ve volbách do České národní rady v roce 1990 kandidoval za SZ v Jihočeském kraji, ale neuspěl. Znovu kandidoval až ve volbách do Poslanecké sněmovny PČR v roce 2006 v Jihočeském kraji jako člen SOS na kandidátce SZ, ale opět neuspěl. Do Sněmovny se nedostal ani ve volbách v roce 2013, kdy kandidoval jako nestraník za SZ.
Ve volbách do Evropského parlamentu v roce 2004 kandidoval za SOS, ale neuspěl.
Mlčoch je členem Českého svazu ochránců přírody.
V dubnu 2009 byl navržen na pozici ministra životního prostředí v úřednické vládě Jana Fischera. Toto místo nakonec získal Ladislav Miko.

## Ocenění
Mlčoch je laureátem Ceny ministra životního prostředí za rok 2001 a Ceny Nadace Charty 77 za oblast ochrany životního prostředí v roce 2004 (tzv. Cena Josefa Vavrouška)